# A körzet
A körzet (eredeti cím: The District) egy amerikai bűnügyi-televíziós sorozat melyet először a CBS csatornán vetítettek 2000 és 2004 között. A sorozat a Washington rendőrkapitányságán dolgozók életét követi. Magyarországon először a Viasat 3 mutatta be 2001. szeptember 9-én, később az AXN is műsorra tűzte.

## Szereplők
| Szereplő                                 | Színész             | Magyar hang (1. szinkron) | Magyar hang (2. szinkron) |
| ---------------------------------------- | ------------------- | ------------------------- | ------------------------- |
| Jack Mannion főkapitány                  | Craig T. Nelson     | Kautzky Armand            | Kautzky Armand            |
| Ella Mae Farmer                          | Lynne Thigpen       | Némedi Mari               | Szabó Éva                 |
| Joe Noland főkapitány helyettes          | Roger Aaron Brown   | Bácskai János             | Forgács Gábor             |
| Temple Page nyomozó                      | Sean Patrick Thomas | Schmied Zoltán            | Gáspár András             |
| Nancy Parras nyomozó                     | Elizabeth Marvel    | Ullmann Zsuzsa            | Agócs Judit               |
| Kevin Debreno nyomozó                    | Jonathan LaPaglia   | Moser Károly              | Crespo Rodrigo            |
| Nick Pierce                              | Justin Theroux      |                           |                           |
| Vanessa Cavanaugh                        | Jaclyn Smith        |                           |                           |
| Mary Ann Mitchell polgármester helyettes | Jayne Brook         |                           |                           |
| Danny McGregor nyomozó                   | David O’Hara        |                           |                           |
| Ethan Baker polgármester                 | John Amos           |                           |                           |
| Phil Brander őrmester                    | Wayne Duvall        |                           |                           |

## Epizódok
| Évad | Évad | Epizódok | Eredeti sugárzás     | Eredeti sugárzás | Eredeti adó | Magyar sugárzás     | Magyar sugárzás     | Magyar adó |
| Évad | Évad | Epizódok | Évadpremier          | Évadfinálé       | Eredeti adó | Évadpremier         | Évadfinálé          | Magyar adó |
| ---- | ---- | -------- | -------------------- | ---------------- | ----------- | ------------------- | ------------------- | ---------- |
|      | 1    | 23       | 2000. október 7.     | 2001. május 19.  | CBS         | 2001. szeptember 9. | 2002. augusztus 10. | Viasat 3   |
|      | 2    | 22       | 2001. szeptember 29. | 2002. május 18.  | CBS         | 2004. január 14.    | 2004. február 12.   | Viasat 3   |
|      | 3    | 22       | 2002. szeptember 28. | 2003. május 17.  | CBS         | 2005. január 21.    | 2005. február 21.   | Viasat 3   |
|      | 4    | 22       | 2003. szeptember 27. | 2004. május 1.   | CBS         | 2005. február 22.   | 2005. március 23.   | Viasat 3   |